# NFX1
NFX1‏ (Nuclear transcription factor, X-box binding 1) هوَ بروتين يُشَفر بواسطة جين NFX1 في الإنسان.